# Jackson's Mill, West Virginia
Jackson's Mill, West Virginia var platsen för en vattenkvarn i Lewis County, West Virginia i USA. Platsen är känd för att den blivande sydstatsgeneralen Stonewall Jackson tillbringade sin ungdom där, som fosterson till sin farbror Cummins Jackson.
Stonewall Jacksons farfar,  Edward Jackson, byggde kvarnen och en närbelägen gård. Efter hans död övertog sonen Cummins Jackson gården och kvarnen. Sedan Stonewall Jacksons far dött av tyfoidfeber kunde modern inte längre försörja familjen, utan Stonewall och hans syster Laura kom som fosterbarn till sin farbror 1830. Stonewall bodde i Jackson's Mill till 1842, då han började som kadett vid West Point.
Egendomen donerades till staten West Virginia 1921. Den är uppförd på National Register of Historic Places.